# Пунта-Крижа
44°38′ пн. ш. 14°30′ сх. д. / 44.63° пн. ш. 14.5° сх. д.
Пунта-Крижа (хорв. Punta Križa) — населений пункт у Хорватії, в Приморсько-Горанській жупанії у складі міста Малий Лошинь.

## Населення
Населення за даними перепису 2011 року становило 63 осіб.
Динаміка чисельності населення поселення:

## Клімат
Середня річна температура становить 15,14 °C, середня максимальна – 27,79 °C, а середня мінімальна – 2,63 °C. Середня річна кількість опадів – 923 мм.
| Клімат поселення                              | Клімат поселення | Клімат поселення | Клімат поселення | Клімат поселення | Клімат поселення | Клімат поселення | Клімат поселення | Клімат поселення | Клімат поселення | Клімат поселення | Клімат поселення | Клімат поселення | Клімат поселення |
| Показник                                      | Січ.             | Лют.             | Бер.             | Квіт.            | Трав.            | Черв.            | Лип.             | Серп.            | Вер.             | Жовт.            | Лист.            | Груд.            |                  |
| Середній максимум, °C                         | 11,09            | 11,17            | 13,87            | 17,36            | 22,64            | 26,70            | 27,79            | 27,41            | 22,83            | 18,69            | 13,99            | 11,26            |                  |
| Середня температура, °C                       | 6,86             | 6,96             | 9,63             | 13,11            | 18,41            | 22,44            | 24,81            | 24,44            | 19,87            | 15,74            | 11,01            | 8,31             |                  |
| Середній мінімум, °C                          | 2,63             | 2,70             | 5,40             | 8,89             | 14,19            | 18,21            | 21,86            | 21,49            | 16,91            | 12,80            | 8,06             | 5,37             |                  |
| Норма опадів, мм                              | 79               | 64               | 63               | 64               | 62               | 64               | 35               | 58               | 101              | 119              | 119              | 95               |                  |
| Середньомісячна швидкість вітру, м/с          | 3.00             | 3.20             | 3.26             | 3.10             | 2.73             | 2.60             | 2.60             | 2.53             | 2.70             | 2.90             | 3.39             | 3.24             |                  |
| Середньомісячна сонячна радіація, кДж/м²·день | 4668             | 7468             | 11060            | 15855            | 20298            | 22073            | 23734            | 20559            | 15034            | 9539             | 5173             | 3963             |                  |
| --------------------------------------------- | ---------------- | ---------------- | ---------------- | ---------------- | ---------------- | ---------------- | ---------------- | ---------------- | ---------------- | ---------------- | ---------------- | ---------------- | ---------------- |
| Джерело:                                      |                  |                  |                  |                  |                  |                  |                  |                  |                  |                  |                  |                  |                  |